# Neto Baiano
Euvaldo José de Aguiar Neto, mais conhecido como Neto Baiano, (Ituaçu, 17 de setembro de 1982) é um futebolista brasileiro que atua como centroavante. Atualmente joga pelo Iguaçu.
Neto é o maior artilheiro de uma edição do Campeonato Baiano (26 gols, juntamente com Cláudio Adão) e o maior artilheiro da história do Barradão, estádio do Vitória, clube em que teve três passagens e do qual se diz torcedor. Além do Vitória, defendeu diversas equipes do futebol brasileiro, com destaque para Sport Club do Recife, Goiás Esporte Clube, Palmeiras, Clube de Regatas Brasil, Paulista, entre outros. Também jogou no Japão, na Coreia do Sul e no Vietnã.
Neto, ao longo de sua carreira, conquistou o Campeonato Baiano, o Campeonato Goiano, o Campeonato Pernambucano, o Campeonato Alagoano (duas vezes) e a Copa do Nordeste, tendo marcado na final de todos eles.

## Carreira
Revelado pelo Mirassol, Neto Baiano passou, por empréstimo, por São Caetano, Internacional e pelo vietnamita Binh Duong antes de chegar, em 2005, ao Mogi Mirim, ainda com passe vinculado ao time araraquarense. No Campeonato Paulista daquele ano, se destacou logo na primeira rodada, ao marcar os dois gols do time mogimiriano na vitória de 2 a 1 sobre o Corinthians, em pleno Pacaembu. Após apenas algumas rodadas, quando brigava pela artilharia do campeonato, com quatro gols, o Mirassol decidiu vendê-lo ao Jeonbuk Hyundai, da Coreia do Sul, por R$ 1,43 milhão.
Após retornar da Coréia com passagem apagada, acertou com o Paulista, onde se destacou novamente no Paulistão, chamando a atenção do Atlético Paranaense, que o contratou para a disputa da Série A. No entanto, não teve muitas oportunidades no time curitibano, sendo emprestado duas vezes, para Palmeiras e Fortaleza (neste último já em 2007), tampouco sendo aproveitado.
Retornou ao Paulista, onde participou, na reserva, do descenso do time na Série B de 2007, sendo ainda emprestado, no mesmo ano, ao Bragantino, ajudando a equipe a sagrr-se campeã da Série C daquele ano. Em 2008, novamente no Paulista, voltou a destacar no estadual de São Paulo, marcando nove gols em 15 partidas, ficando apenas a seis tentos do principal artilheiro da competição, Alex Mineiro. No restante do ano, defendeu Ipatinga e Ponte Preta, não obtendo o mesmo destaque.

### Vitória

#### 2009
Em 2009 foi contratado pelo Vitória. Em cinco meses jogando no rubro-negro, embora ainda bastante criticado, o atacante marcou seu nome na história do clube, marcando um total de 22 gols. No dia 28 de abril, na vitória por 3 a 0 sobre o Atlético Mineiro, pela Copa do Brasil de 2009, ele marcou o milésimo gol do time baiano no seu estádio, o Barradão.
Neto Baiano também foi o artilheiro, com 18 gols, do Baianão de 2009, onde ajudou o time de Salvador a ser campeão. O atacante também chegou a liderar o Prêmio Arthur Friedenreich por algumas semanas, que premia o jogador mais faz gols na temporada.
Nas quartas-de-final da Copa do Brasil 2009, Neto foi expulso por ter cuspido num jogador do Vasco da Gama e acabou sendo suspenso por cinco partidas mais tarde. Como ficaria algum tempo sem jogar, o clube e o atleta chegaram a um acordo:  contrato do jogador seria prorrogado por dois anos e ele seria emprestado por um ano a algum clube de fora do país.

#### Empréstimo ao JEF United
O clube em questão foi o JEF United, do Japão. Na Ásia, começou na reserva e assim passou a sua primeira temporada, não conseguindo evitar o rebaixamento de seu time. Na temporada seguinte, ganhou a titularidade em diversos jogos e manteve uma boa média de gols, não suficiente para dar acesso ao clube, que terminou o certame na quarta posição, a uma da promoção. Na Copa do Imperador, foi o artilheiro do torneio, com cinco gols. Neto terminou sua passagem no Japão com 19 gols em 46 partidas, sendo apenas 29 como titular.

#### Retorno
Em dezembro de 2010, teve seu retorno ao Vitória confirmado para a temporada 2011. Fez sua reestreia logo no Ba-Vi e marcou o primeiro gol da vitória por 3 a 0 no confronto. Marcou mais dois gols nos dois jogos seguintes mas passou a ser duramente criticado por manifestar por diversas vezes seu desejo de voltar ao Japão. A escassez de gols não ajudou e Neto virou reserva durante o restante do Campeonato Baiano. Apenas voltou a marcar na partida de volta das semifinais contra o Bahia, tendo anotado o segundo gol rubro-negro na derrota por 3 a 2 que, ainda assim, classificou o time à final do torneio. Na Série B, marcou 15 gols, que não foram suficientes para melhorar a campanha mediana do Vitória na competição, que terminou na quinta colocação, a uma do acesso.

#### 2012
Neto começou a temporada de 2012 em plena forma, marcando dois hat-trick's consecutivos logo nas segunda e terceira rodadas do Baianão, nas goleadas em 6 a 1 sobre o Juazeiro e em 5 a 0 sobre o Vitória da Conquista. Apesar de, novamente, o time rubro-negro não conseguir manter resultados positivos constantes, Neto continuou a marcar, contabilizando 32 tentos em seus primeiros 32 jogos no ano, liderando o Prêmio Friedenreich de janeiro a junho. Outros feitos que se destacam foram o terceiro hat-trick do ano que marcou na goleada por 5 a 0 sobre o Atlético de Alagoinhas e os quatro tentos que marcou sobre o Juazeirense, num triunfo por 4 a 1. No dia 18 de abril, um feito histórico fez do atacante o maior artilheiro da história do Barradão. Naquela noite, após estar perdendo por 2 a 0 para o ABC e vendo a vaga nas oitavas-de-final da Copa do Brasil indo embora, o Vitória conseguiu a virada com três gols de Neto, tendo os dois últimos saído aos 45 e 48 minutos do segundo tempo, garantindo assim a classificação rubro-negra. Na final do Baianão, marcou dois gols, sendo um de cabeça e outro de pênalti, igualando o feito de Cláudio Adão como o maior goleador em uma única edição do certame estadual, com 27 gols marcados. Neto Baiano também entra para a história do Vitória como sendo o jogador a marcar mais gols em uma mesma edição de Campeonato Baiano. O atleta ultrapassou Índio, que havia marcado 26 gols no estadual de 2007.
Na Série B, a boa fase continuou, e Neto manteve a excelente média de gols, marcando seis nos primeiros sete encontros da equipe rubro-negra, sendo dois de falta contra América de Natal e Boa Esporte. Depois de algumas partidas sem balançar as redes, o atacante marcou na vitória do rubro-negro baiano contra o CRB no jogo de sua despedida num Barradão lotado com mais de 34 mil pessoas, já que o jogador foi negociado com o Kashiwa Reysol, do Japão, informação confirmada mesmo antes da partida. Seu último jogo com a camisa do Vitória foi contra a equipe do São Caetano, no Anacleto Campanella. Neto deixou o clube como sendo o maior artilheiro do Brasil até então e maior goleador do Vitória numa temporada desde Ricky, em 1985, embora na conta do nigeriano também estejam gols em amistosos. Aliado a isso, o maior artilheiro da história do Barradão, com 51 gols, marca que permanece até hoje.

### Kashiwa Reysol
Neto viajou ao Japão já no dia seguinte à sua última partida pelo Vitória. Estreou no dia 11 de agosto, dando a assistência para o gol de Jorge Wagner, num empate em 1 a 1 com o Tokyo. Teve um começo escasso de gols, marcando somente na sua nona partida, aos 47 minutos do segundo tempo na vitória por 2 a 1 sobre o Shonan Bellmare, pela terceira fase da Copa do Imperador. Três dias depois, novamente deixou o seu nos acréscimos do segundo tempo, aos 49, pelo jogo de volta da semifinal da Copa da Liga, empatando o jogo em 2 a 2, mas não ajudando na classificação do time à decisão.

### Goiás
Já em janeiro de 2013, insatisfeito no Japão e demonstrando publicamente sua vontade de retornar ao Brasil, Neto acertou a rescisão de forma amigável e fez um contrato com o Goiás. O atacante ficaria por duas próximas temporadas no clube esmeraldino, mas acabou não emplacando e assinou rescisão de contrato.

### Sport
No dia 27 de setembro de 2013, acertou sua ida para o Sport para disputar a Série B.
No Sport ele contribuiu bastante para o acesso do clube, fazendo vários gols importantes, e começou 2014 ainda mais decisivo, sendo o principal atacante da equipe do Sport, artilheiro do time, tendo um apelido amoroso da torcida, Neto Ibrahimović, em homenagem ao atacante sueco Ibrahimović. Sempre irreverente, se envolveu em várias polêmicas com adversários. Em um vídeo vazado na véspera da semifinal do Campeonato Pernambucano, contra o Santa Cruz, Neto Baiano afirmou que a partida seria "no mínimo cinco" para o Sport. Previsão que, coincidentemente, se realizou. O Sport venceu por 1 a 0 no tempo normal, levando a partida para os pênaltis. A última cobrança foi dele, para sacramentar o placar de 5 a 3.
No dia 16 de julho de 2014, Neto Baiano marcou um belo gol com um chute feito do meio-campo que encobriu o goleiro Andrey, do Botafogo, pelo Campeonato Brasileiro da Série A. Esse golaço garantiu a vitória por 1 a 0 do Sport em cima do Botafogo, e meses depois foi eleito o gol mais bonito do Brasileirão naquele ano. Ao fim do campeonato, não renovou seu contrato com o clube pernambucano.

### Terceira passagem pelo Vitória
Já no final do ano, no dia 17 de dezembro, foi oficializado o seu retorno ao Vitória para a temporada 2015, na sua terceira passagem pelo clube. Neto chega para novamente assumir a camisa 9 da equipe, antes ocupada por Dinei, que seguiu para o futebol japonês. Marcou seu primeiro gol após o retorno numa vitória por 3 a 1 sobre o Serrano, em jogo válido pela Copa do Nordeste. Entretanto, no decorrer dos jogos não conseguiu apresentar o mesmo futebol das primeiras passagens no clube. Somando isso ao fato do fraco desempenho do Vitória nas competições em que disputou, tendo sido eliminado no Campeonato Baiano e na Copa do Nordeste, Neto Baiano foi afastado pela diretoria.

### Criciúma
No dia 30 de abril, foi oficialmente apresentado no Criciúma por empréstimo até o final de 2015.

### CRB
Inicialmente sofrendo por estar fora de forma, Neto Baiano demorou para cair nas graças da torcida regatiana. Seu primeiro gol com a camisa do Galo só aconteceu em seu 8° jogo pelo clube, na vitória sobre o América de Natal por 3 a 1 válida pela 3° rodada da fase de grupos da Copa do Nordeste. Também marcou no clássico contra o ASA de Arapiraca, válido pelo Hexagonal do Campeonato Alagoano 2016, ajudando sua equipe a vencer por 2 a 1.
Neto foi decisivo na final do Campeonato Alagoano de 2016, sendo o grande personagem das duas vitórias sobre o rival CSA por 2 a 0 e 1 a 0, tendo marcado um gol em cada partida após ter saído do banco de reservas.
Encerrou sua primeira temporada no CRB com 13 gols marcados.
Em 2017, Neto voltou a sofrer críticas da torcida pela ausência de gols e novamente por estar fora de forma. Apenas na última rodada do hexagonal o camisa 9 do Galo voltou a balançar as redes, após 21 jogos de jejum.
Na final do Alagoano de 2017, Neto voltou a ser decisivo contra o CSA, marcando uma vez em cada partida. Fez o único gol da vitória por 1 a 0 no jogo de ida e marcou um golaço de bicicleta na volta, o terceiro da vitória por 3 a 2 que garantiu o título de tricampeão estadual. Já no dia 15 de julho de 2017, marcou um dos gols na vitória histórica sobre o Internacional por 2 a 0, no Estádio Rei Pelé.
Durante a Série B de 2017, Neto oscilou entre bons e maus momentos, porém mesmo assim conseguiu ser o artilheiro do CRB na competição com 8 gols.

##### 2018
Marcou seu primeiro hat-trick (três gols no mesmo jogo) com a camisa do CRB no dia 21 de janeiro de 2018, ajudando o clube a golear o CEO por 4 a 0 na estreia pelo Campeonato Alagoano de Futebol de 2018. Pela Copa do Brasil, o camisa 9 do Galo foi decisivo e marcou nas vitórias sobre União Rondonópolis e Novo Hamburgo, ajudando o CRB a se classificar para a terceira fase da competição pela primeira vez em sua história. Também marcou os dois gols da vitória sobre o Coruripe por 2 a 0, no jogo de volta da semifinal do Alagoano. No dia 10 de maio marcou três gols no empate contra o Ceará, por 3 a 3, no jogo de ida das quartas de final da Copa do Nordeste de 2018. Na final do estadual, Neto justificou o apelido de "artilheiro das decisões" ao marcar o gol da vitória sobre o CSA, por 1 a 0. Este foi o seu quinto gol em finais pelo CRB.

### Quarta passagem pelo Vitória
Já em sua reta final de carreira, foi anunciado para mais um retorno ao Vitória – sua quarta passagem pelo clube em cerca de dez anos.

### Remo
No dia 29 de julho de 2019, foi anunciado como reforço do Remo. O jogador chegou para atuar pelo Leão na sequência do Campeonato Brasileiro da Série C e na Copa Verde. Deixou o clube menos de três meses depois, no dia 28 de outubro.

## Títulos
Internacional
- Campeonato Gaúcho: 2004

Vitoria
- Campeonato Baiano: 2009

Goiás
- Campeonato Goiano: 2013

Sport
- Copa do Nordeste: 2014
- Campeonato Pernambucano: 2014

CRB
- Campeonato Alagoano: 2016, 2017

### Prêmios individuais
- Seleção do Campeonato Baiano 2012[34]
- Seleção do Campeonato Pernambucano 2014
- Craque do Pernambucano 2014
- Seleção da Copa do Nordeste 2014
- Craque da Copa do Nordeste  2014

## Artilharias
Vitória
- Campeonato Baiano: 2009 (18 gols) e 2012 (27 gols)

JEF United
- Copa do Imperador: 2010 (5 gols)

CRB
- Artilheiro do CRB na temporada 2017 (13 gols)